# エクスペディション島
エクスペディション島（エクスペディションとう、アレウト語: Guchiganang）とは、アリューシャン列島フォックス諸島を構成する一つの島である。

## 地理
長さ300メートルこの島は、アマクナック島の南に位置している。

## 歴史
1871年、ウィリアム・ヒーリー・ドールによって名付けられた。